# Ебе Камарго
Ебе Марија Камарго (порт. Hebe Maria Camargo; Таубате, 8. март 1929 — Сао Пауло, 29. септембар 2012) била је бразилска телевизијска водитељка, глумица и певачица.